# Associació de Futbol d'Eslovàquia
L'Associació Eslovaca de Futbol (en eslovac: Slovenský futbalový zväz, SFZ) és l'òrgan de govern del futbol a Eslovàquia amb seu a Bratislava. Té la responsabilitat última del control i desenvolupament del futbol a Eslovàquia i és l'organisme que dirigeix les seleccions nacionals de futbol d'Eslovàquia.
Va ser fundada el 4 de novembre de 1938 i originalment es va convertir en membre de la FIFA el 1939, però es va dissoldre després de la Segona Guerra Mundial perquè les competicions de futbol txeca i eslovaca es van combinar, i també ho van fer les seleccions nacionals. Després de la ruptura de Txecoslovàquia, l'organització es va reformar, unint-se a l'òrgan de govern europeu, la UEFA, el 1993 i reincorporant-se a la FIFA el 1994.

## Presidents
- 1988 – 1999 Milan Služanič
- 1999 – 2010 František Laurinec
- 2010 – present Ján Kováčik

## Seleccions nacionals
L'Associació Eslovaca de Futbol dirigeix la selecció nacional de futbol d'Eslovàquia, així com equips juvenils masculins a nivell sub-21, sub-19, sub-18, sub-17, sub-16 i sub-15. A més d'això, també organitza la selecció femenina de futbol d'Eslovàquia.
Eslovàquia ha jugat en tres grans tornejos des de la ruptura de Txecoslovàquia: la Copa del Món de la FIFA 2010, la UEFA Euro 2016 i la UEFA Euro 2020, arribant als vuitens de final en ambdós. Eslovàquia també va estar representada al torneig de futbol dels Jocs Olímpics d'estiu de 2000, on va ser eliminada a la fase de grups, després de la semifinal de la seva selecció sub-21 al Campionat d'Europa sub-21 de la UEFA de 2000, que Eslovàquia va acollir. No tornarien a participar en els campionats fins al 2017.